# (Nendest) narkootikumidest ei tea me (küll) midagi
(Nendest) narkootikumidest ei tea me (küll) midagi – singiel dwóch estońskich zespołów muzycznych – 5miinust i Puuluup, wydany 8 grudnia 2023. Utwór napisali: Kim Wennerström, Lancelot, Marko Veisson, Päevakoer, Põhja Korea, Ramo Teder i Kohver.
W lutym 2024 utwór zwyciężył w finale Eesti Laul 2024, uzyskując tym samym prawo do reprezentowania Estonii w 68. Konkursie Piosenki Eurowizji w Malmö.

## Lista utworów
| Digital download / media strumieniowe | Digital download / media strumieniowe                | Digital download / media strumieniowe |
| Nr                                    | Tytuł utworu                                         | Długość                               |
| ------------------------------------- | ---------------------------------------------------- | ------------------------------------- |
| 1.                                    | „(Nendest) narkootikumidest ei tea me (küll) midagi” | 2:47                                  |